# Grânulos de Fordyce

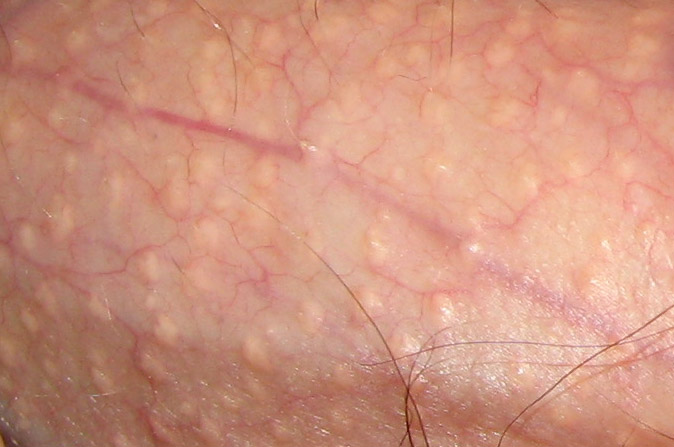
Imagem de grânulos de Fordyce em um pênis.

Grânulos de Fordyce são glândulas sebáceas assintomáticas comumente encontradas na mucosa oral, no lábio superior e região retromolar. Caracterizam-se por múltiplas pápulas amareladas ou esbranquiçadas de 0,1 a 1 milímetro de diâmetro que ocasionalmente podem coalescer e formar placas.
Somente as glândulas sebáceas visíveis através do epitélio devem ser consideradas como grânulos de Fordyce. Em crianças, normalmente, não são notadas até a puberdade, embora estejam presentes histologicamente. Sua incidência aumenta com a idade, principalmente após o estímulo hormonal da puberdade. A prevalência em adultos é grande, com uma discreta predominância no sexo masculino. Histopatologicamente, as lesões são indistinguíveis das glândulas sebáceas, porém não estão associadas ao folículo piloso e seu ducto se abre diretamente na superfície.
São nomeadas em homenagem ao dermatologista americano, John Addison Fordyce.

## Tratamento
É uma entidade de fácil diagnóstico clínico e não são necessários exames complementares. O quadro deve ser diferenciado de outras lesões da cavidade oral: pequenas colônias de Candida albicans, diminutos lipomas, manchas de Koplik, verrugas virais, lesões papulosas mucosas da Síndrome de Cowden, líquen plano e leucoplasia.
Apesar de seu caráter assintomático e de serem considerados variantes da normalidade, alguns pacientes procuram tratamento por razões estéticas.
Existem relatos de casos onde foram utilizados o ácido dicloroacético, laser de CO2, terapia fotodinâmica usando ácido 5-aminolevulínico, isotretinoína oral e curetagem com eletrocoagulação.
O grânulo de Fordyce tem sido pouco estudado na literatura dermatológica. São considerados uma variação normal das glândulas sebáceas e de interesse pelo aspecto estético que aflige alguns pacientes.
Algumas alternativas têm sido tentadas para sua resolução.
Um relato de tratamento com terapia fotodinâmica com 5-ALA mostrou pobres resultados com significativos efeitos colaterais como dor, eritema, edema, vesiculação e hiperpigmentação pós-inflamatória.
O uso da isotretinoína oral para o tratamento dos grânulos de fordyce nos lábios foi descrito em três relatos de caso. Monk tratou um paciente com isotretinoína oral para acne cística, havendo regressão dos grânulos de Fordyce e recorrência após nove semanas. Mutizwa e Berk descrevem os efeitos a longo prazo da terapia com isotretinoína em dois pacientes adolescentes de 17 anos que tinham um grau severo de acne e Grânulos de Fordyce concomitantemente. Em um dos casos, os grânulos voltaram pouco depois da interrupção do uso; no outro, os grânulos continuam ausentes ao longo de um ano inteiro, mas não se sabe se voltaram depois desse período. Há ainda um terceiro relato de caso descrevendo o uso da isotretinoína para os grânulos de Fordyce, publicado em 2015 por Handiani e Sadati em uma revista de dermatologia italiana, indicando que a isotretinoína promove a regressão dos grânulos em pacientes com acne.
Um outro relato cita o uso do ácido dicloroacético no lábio superior de um paciente com grânulos de Fordyce que mostrou eficácia resolutiva por pelo menos três meses.
O uso da eletrodissecação e curetagem foi opção terapêutica em outro caso.
O laser de CO2 apresenta um comprimento de onda de 10.600 nm localizado na região distante do infravermelho. É utilizado há mais de trinta anos na dermatologia cirúrgica por sua eficiência em vaporizar, cortar tecidos e produzir hemostasia intra-operatória efetiva.
Os sistemas ultrapulsados atuais permitem controle do aquecimento tissular e ablação precisa. Este laser é aplicado com boa resposta no tratamento de várias lesões cutâneas benignas e por isso é a opção terapêutica em clínicas especializadas.
O resultado do tratamento é considerado consistente, conforme aquele obtido por Ocampo-Candiani, que utilizou o laser de CO2 em dois pacientes. Considerando a facilidade de seu uso e a precisão com que as lesões são retiradas, credita-se o laser de CO2 como uma ótima alternativa para o tratamento dos grânulos de Fordyce.